# کلاریسا دوس سانتوس
کلاریسا دوس سانتوس (انگلیسی: Clarissa dos Santos؛ زادهٔ ۱۰ مارس ۱۹۸۸) بازیکن بسکتبال اهل برزیل است که در پُست فوروارد/سنتر بازی می‌کند. او یکی از ستاره‌های تیم ملی بسکتبال زنان برزیل بوده و در رقابت‌های بین‌المللی مانند المپیک و قهرمانی آمریکای جنوبی نقش مهمی ایفا کرده است. دوس سانتوس به دلیل قدرت بدنی، مهارت در ریباند و بازی تهاجمی مؤثر شناخته می‌شود و در لیگ‌های معتبر اروپا و آمریکای جنوبی نیز سابقه بازی دارد.
وی در مسابقات کشوری و بین‌المللی در مجموع برندهٔ ۴ مدال طلا، ۳ مدال برنز شده است.